# Sommer-Paralympics 2024/Teilnehmer (Jamaika)
| stlisierte Goldmedaille | stlisierte Silbermedaille | stlisierte Bronzemedaille |
| ----------------------- | ------------------------- | ------------------------- |
| —                       | —                         | —                         |

Jamaika entsandte für die Paralympischen Spiele 2024 in Paris einen Leichtathleten.

## Teilnehmer

### Leichtathletik
| Athleten               | Klassifizierung | Wettbewerb | Vorlauf/Vorkampf | Vorlauf/Vorkampf | Halbfinale | Halbfinale | Finale     | Finale | Rang |
| Athleten               | Klassifizierung | Wettbewerb | Zeit/Weite       | Rang             | Zeit/Weite | Rang       | Zeit/Weite | Rang   | Rang |
| ---------------------- | --------------- | ---------- | ---------------- | ---------------- | ---------- | ---------- | ---------- | ------ | ---- |
| Männer                 |                 |            |                  |                  |            |            |            |        |      |
| Theodor Rahjane Thomas | T20             | Weitsprung |                  |                  |            |            |            |        |      |